# Geografische Adressierung
| QS-Informatik | Dieser Artikel wurde wegen inhaltlicher Mängel auf der Qualitätssicherungsseite der Redaktion Informatik eingetragen. Dies geschieht, um die Qualität der Artikel aus dem Themengebiet Informatik auf ein akzeptables Niveau zu bringen. Hilf mit, die inhaltlichen Mängel dieses Artikels zu beseitigen, und beteilige dich an der Diskussion! (+) |

Unter geografischer Adressierung versteht man das gezielte Ansprechen bestimmter Einsteckkarten, Module oder Baugruppen nach ihrer Position, etwa einem Steckplatz. Prinzipbedingt benötigt ein solches System entweder Punkt-zu-Punkt-Verbindungen mit „intelligenten“ Routern/Switches/Hubs oder gesonderte, sternförmig ausgelegte Leitungen (also ebenso Punkt-zu-Punkt) in einem ansonsten busförmigen System. Geografische Adressierung ist eine Lösungsmöglichkeit für Plug-and-Play.
Systeme, bei denen Leitungen ausschließlich mehrfach angezapft werden, sind von vornherein nicht geografisch adressierbar; es sei denn, man misst die Signallaufzeit oder -dämpfung. Das wird praktisch nicht gemacht. Dazu gehören RS485 und der Eindrahtbus sowie alle Arten von Funknetzen.
Die Vorteile der geografischen Adressierung:
- Nachvollziehbarer Adressierungspfad
- Es können mehrere identische Geräte an einem Bus betrieben werden – kein Zwang zu Seriennummern

Viele moderne Bussysteme verwenden geografische Adressierung:
- PCI, PCIexpress für den Konfigurationsadressraum
- USB, FireWire

Das Vorhandensein von Punkt-zu-Punkt-Verbindungen impliziert nicht zwangsweise geografische Adressierbarkeit. So ist modernes Ethernet aus koaxialen Vorgängern heraus entstanden und nicht (ohne spezielle Router) geografisch adressierbar. Plug-and-Play-Fähigkeit wird hier mit den weltweit eindeutigen MAC-Adressen realisiert.